# グリコシルトランスフェラーゼ

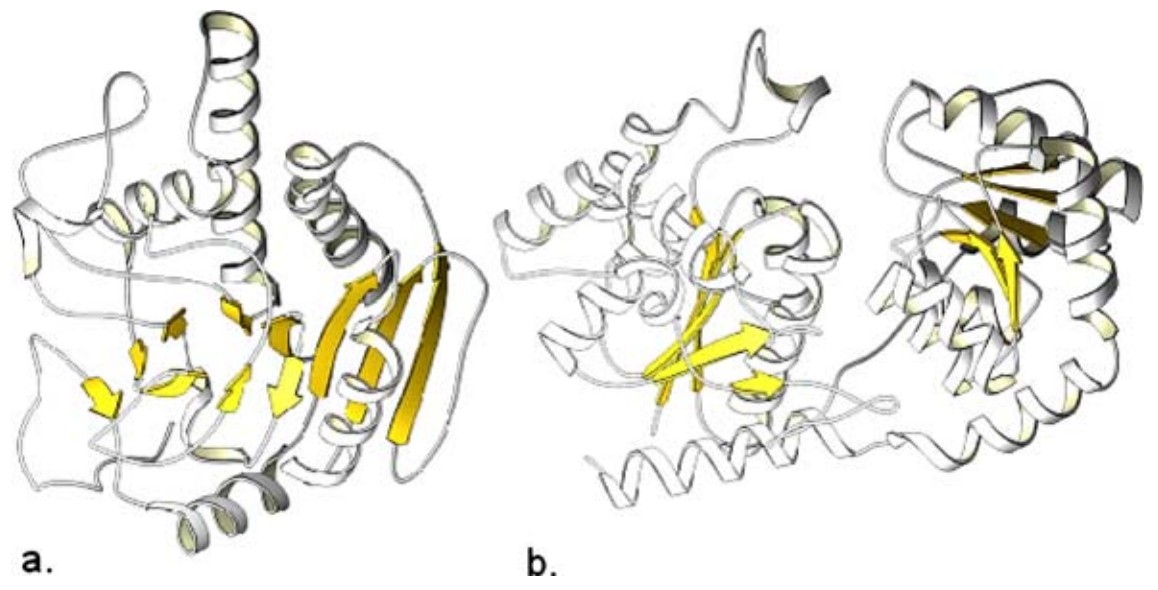
大部分のグリコシルトランスフェラーゼは、GT-AまたはGT-Bのいずれかのフォールドとなる。

グリコシルトランスフェラーゼまたは糖転移酵素（とうてんいこうそ、英: glycosyltransferase）は、グリコシド結合を形成する酵素（EC 2.4）である。活性化された糖ヌクレオチド（糖供与体と呼ばれる）から糖部分を求核的な糖受容体へ転移する過程を触媒する。求核剤は酸素、炭素、窒素、硫黄系の場合がある。
グリコシル基の転移の結果、炭水化物、配糖体、オリゴ糖または多糖が形成される。一部のグリコシルトランスフェラーゼは、無機リン酸や水への転移を触媒する。グリコシル基の転移はタンパク質の残基に対しても行われ、通常チロシン、セリンまたはスレオニンに対する反応によってO-結合型糖タンパク質が形成されるか、アスパラギンに対する反応によってN-結合型糖タンパク質が形成される。トリプトファンに対してマンノシル基の転移が行われ、C-マンノシルトリプトファンが形成されることもある。これは真核生物で比較的豊富に存在する。トランスフェラーゼは脂質を受容体として利用して糖脂質を形成することや、ドリコールリン酸のような脂質結合型糖リン酸を供与体として利用することもある。
糖ヌクレオチドを供与体として利用するグリコシルトランスフェラーゼはLeloir enzyme（ルロワール型酵素）と呼ばれ、その名称は糖ヌクレオチドを最初に発見し、炭水化物の代謝に関する業績によって1970年にノーベル化学賞を受賞したルイ・ルロワールに由来する。ドリコール、ポリプレノールピロリン酸など糖ヌクレオチド以外の供与体を利用するグリコシルトランスフェラーゼはnon-Leloir enzyme（非ルロワール型酵素）と呼ばれる。
哺乳類のグリコシルトランスフェラーゼは9種類の糖ヌクレオチドを供与体として利用する。UDP-グルコース、UDP-ガラクトース、UDP-GlcNAc、UDP-GalNAc、UDP-キシロース、UDP-グルクロン酸、GDP-マンノース、GDP-フコース、CMP-シアル酸である。通常これらの供与体分子のリン酸基にはマンガンなどの二価イオンが配位するが、金属非依存的な酵素も存在する。
多くのグリコシルトランスフェラーゼは1回膜貫通タンパク質で、通常ゴルジ体の膜に固定されている。

## 機構

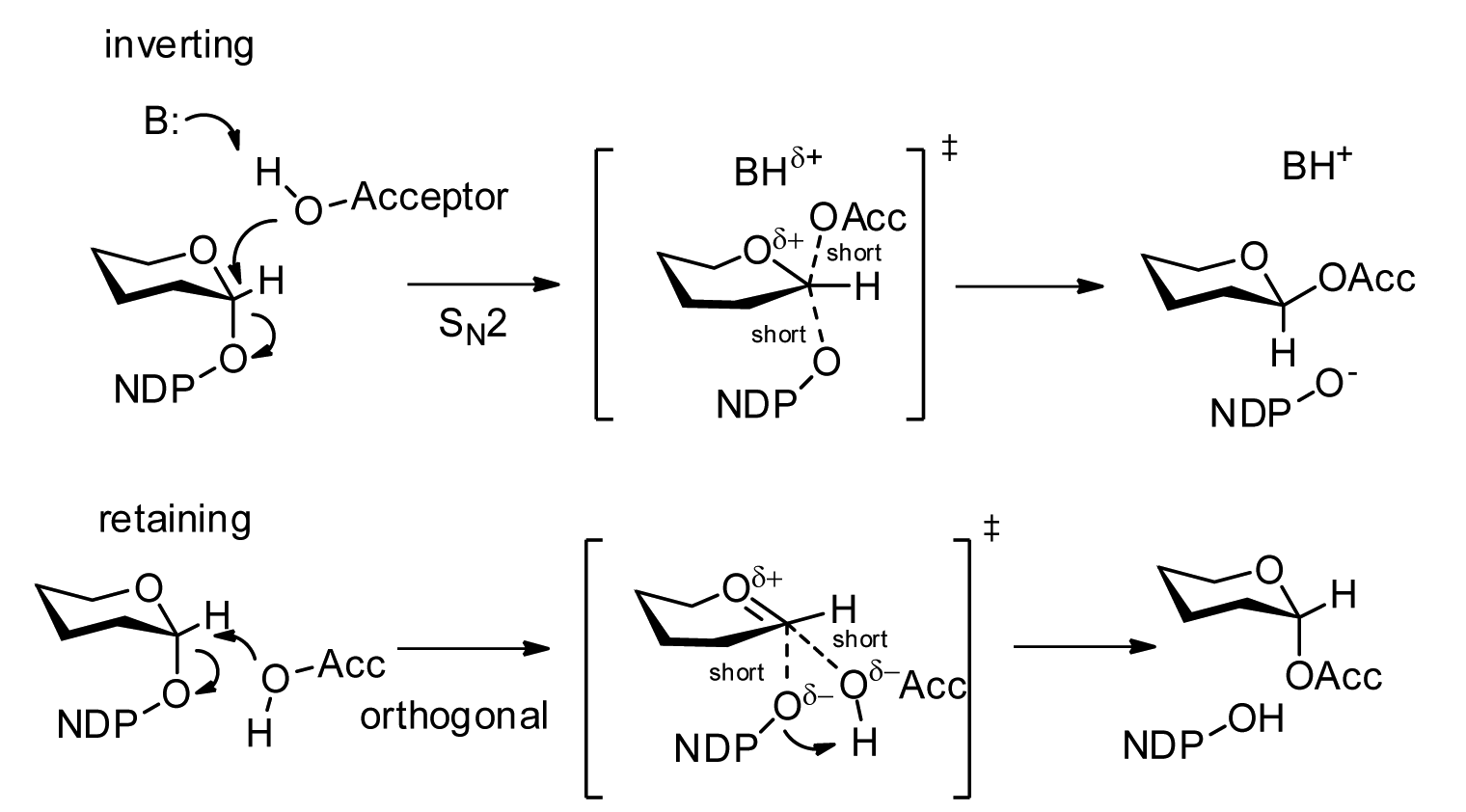
保持型と反転型の酵素の反応機構

グリコシルトランスフェラーゼは、転移過程によって供与体のアノマー構造の立体化学が保持されるか（α→α）反転するか（α→β）によって、保持型（retaining）と反転型（inverting）の酵素へと分類することができる。反転型の機構は単純であり、受容体原子からの1度の求核攻撃によって立体化学が反転する。
保持型の機構については議論があるが、二重置換機構（立体化学の保持のためにアノマー炭素の2度の反転が引き起こされる）または解離機構（SNi機構のバリエーション）に対しては強い反証が存在する。Orthogonal associative mechanismと呼ばれる機構が提唱されており、反転型酵素と同様に受容体からの1度の求核攻撃のみが必要であるが、（多くの結晶構造で観察されているように）非直線的な角度からの攻撃によってアノマーが保持される。

## 反応の可逆性
近年、反転型グリコシルトランスフェラーゼによって触媒される反応の多くが可逆的であることが発見され、研究分野にパラダイムシフトが生じるとともに、糖ヌクレオチドを活性化供与体と呼ぶことに関して疑問が提起されている。

## 配列による分類
配列に基づく分類法は、関連するタンパク質の配列アラインメントに基づいてタンパク質の機能に関する仮説を立てるための強力な方法であることが示されている。CAZyデータベースでは、グリコシルトランスフェラーゼは配列に基づいて90以上のファミリーに分類されている。各ファミリー内のタンパク質は同じ三次元的フォールドをとると考えられる。

## 構造
グリコシドヒドロラーゼでは多様な立体構造が観察されているのとは対照的に、グリコシルトランスフェラーゼの構造の多様性はずっと小さい。事実、SCOPデータベースによると、グリコシルトランスフェラーゼには3つの異なるフォールドしか観察されていない。近年、N-アセチルグルコサミン-N-アセチルムラミン酸（NAG-NAM）ポリマー骨格の生合成に関与するグリコシルトランスフェラーゼで新たなフォールドが同定された。

## 阻害剤
グリコシルトランスフェラーゼの阻害剤は多く知られている。その一部は天然物で、ペプチドグリカングリコトランスフェラーゼの阻害剤であるモエノマイシン、キチンシンターゼの阻害剤であるニッコーマイシン、菌類の1,3-β-グルカンシンターゼの阻害剤であるエキノキャンディンなどがある。グリコシルトランスフェラーゼ阻害剤の一部は薬剤または抗生物質として利用されている。モエノマイシンは成長促進の目的で動物飼料に利用されている。カスポファンギンはエキノキャンディンから開発され、抗真菌薬として利用されている。エタンブトールはマイコバクテリウムのアラビノシルトランスフェラーゼの阻害剤であり、結核の治療に利用されている。ルフェヌロンは昆虫のキチンシンターゼの阻害剤であり、動物のノミの駆除のために利用されている。抗菌剤や防腐剤としての利用を目的として、イミダゾリウムベースの合成阻害剤のデザインが行われている。

## 血液型の決定因子
ABO式血液型は、体内でどのタイプのグリコシルトランスフェラーゼが発現しているかによって決定される。
グリコシルトランスフェラーゼを発現しているABO遺伝子座には、A、B、Oの3つの主要なアレルが存在する。Aアレルは1,3-N-アセチルガラクトサミニルトランスフェラーゼをコードしており、H抗原のD-ガラクトース末端へα-N-アセチルガラクトサミンを結合させることでA抗原を作り出す。Bアレルは1,3-ガラクトシルトランスフェラーゼをコードしており、H抗原のD-ガラクトース末端へα-D-ガラクトースを結合させることでB抗原を作り出す。Oアレルの場合、エクソン6に欠失があるため酵素活性が失われる。Oアレルは261番のグアニンの一塩基欠失が存在している点でわずかにAアレルと異なり、この欠失のためにフレームシフトが引き起こされ、酵素活性を持たないほぼ完全に異なるタンパク質へと翻訳される。その結果、O型ではH抗原には変化が生じない。
双方のアレルのグリコシルトランスフェラーゼの組み合わせによって、AB型、A型、B型、O型の血液型が決定される。

## 利用
グリコシルトランスフェラーゼは特定の複合糖質を合成するために利用されるほか、創薬や薬剤開発を目的としてさまざまなグリコシル化が施された薬剤、生物学的プローブ、天然物のライブラリを構築するためにも広く利用されている（この過程はGlycorandomizationと呼ばれる）。適した酵素は天然から単離することも、組換え発現によって生産することも可能である。代替的方法として、内在の糖供与体を利用する全細胞ベースのシステムや、糖供与体の合成のためのシステムを含む細胞ベースのシステムが開発されている。無細胞系によるアプローチでは、複合糖質の合成を目的としたグリコシルトランスフェラーゼの大規模な利用には大量の糖供与体が必要となる。こうした問題を解決するため、反応によって遊離したヌクレオチドから糖供与体の再合成を行う、ヌクレオチドリサイクルシステムが開発されている。このヌクレオチドリサイクルによるアプローチには、副産物として形成されるヌクレオチドの量を減少させ、それによるグリコシルトランスフェラーゼの阻害を低下させるという更なる利点が存在する。